# 大アンダマン人
大アンダマン人（Great Andamanese）は、アンダマン諸島にある大アンダマン諸島の先住民（アンダマン人)(ネグリト）である。諸島内にいくつかの部族に分かれて住んでいた。母語は大アンダマン語族。同じくアンダマン諸島の原住民であるオンガン人とは言語系統が異なる。かつては2000～6600人ほどが暮らしていたと推定されているが、病気、アルコール、植民地戦争、狩猟採集エリアの消失などにより、激減し、2010年には52人が残るのみとなった。

## 部族と人口
- 北部群 (Yerewa):
  - (Aka-)Kari or Cari – 北アンダマン島北部 – 2人（1994年）[5]
  - (Aka-)Kora, Khora or Cora – 北アンダマン島東部 – 1994年に絶滅[5]
  - (Aka-)Bo – 北アンダマン島西部 – 15人（1994年）[5]
  - (Aka-)Jeru – 北アンダマン島南部 – 19人（1994年）[5]
- 南部群 (Bojigyab):
  - (Aka-)Kede – 中アンダマン島北部 – 1931年直後に絶滅[6]
  - (Aka-)Kol – 中アンダマン島南東部 – 1921年までに絶滅[6]
  - (Oko-)Juwoi – 中アンダマン島南西部 – 1931年までに絶滅[6]
  - (A-)Pucikwar – 南アンダマン島北東部およびBaratang島 – 1931年直後に絶滅[6]
  - (Akar-)Bale – Ritchie's島 – 1931年直後に絶滅[6]
  - (Aka-)Bea – 南アンダマン島沿岸部およびRutland島 – 1931年までに絶滅[6]

その他、1994年時点で部族に帰属しない人口が4人。

## 遺伝子
大アンダマン人は出アフリカ後「南ルート」をとったハプログループF*、K*、L、P*、および「北ルート」のオーストロアジア系O1b1が合計100%である。（これはオンガン人（ジャラワ族、オンゲ族）がハプログループD1a2bのみが100%を占めるのとは大きく異なる。）
ミトコンドリアDNAハプログループは、出アフリカ後「南ルート」で到達したM31、M32のみが観察される。

## ギャラリー

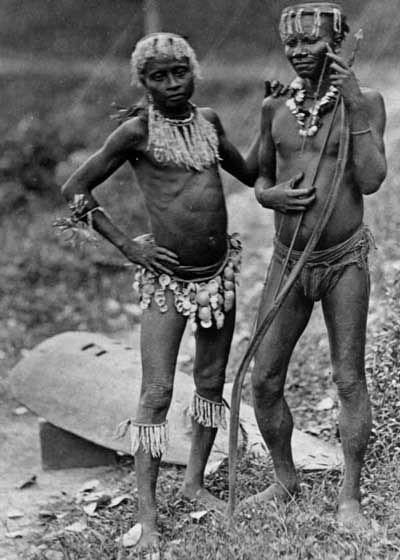
北部の部族の男性
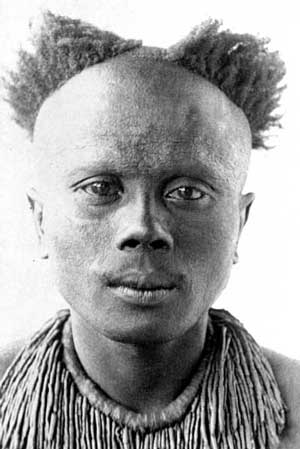
アカ・ケデ族のリアラ
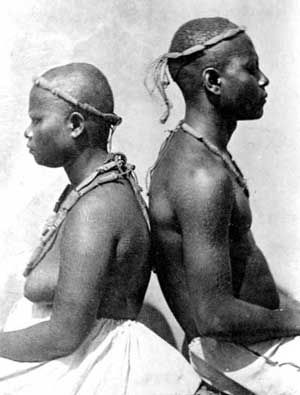
大アンダマン人のカップル